# Психологикум
Психологикум — здание Хельсинкского университета  на набережной Силтавуори . Здание изначально проектировалось как кафедра физики и теперь используется педагогическим факультетом как часть кампуса в центре города.

## История
Проектирование собственного здания физического факультет впервые началось в 1890-х годах.
Известно, что по крайней мере 12 различных проектов были сделаны для разных мест в центре. Проект был утвержден императорским указом 1896 года, которым была установлена кафедра физики, а значит, и определенные условия для здания кафедры. В конце концов, Силтавуори был выбран в качестве места для инвестиций, особенно из-за его яркости, высокого местоположения и потенциала расширения. Архитектором здания был Густав Нюстрём, который также выполнил все 12 предыдущих планов.

Строительные работы начались в 1909 году и завершились в 1910 году. Здание было возведено прямо на скале, что было преимуществом в нескольких экспериментах в области физики. Внутри здания была предпринята попытка разграничить кафедры теоретической и прикладной физики, как это было принято в то время в Европе. Справа от главной двери были помещения для прикладной физики, а слева — для теоретических.

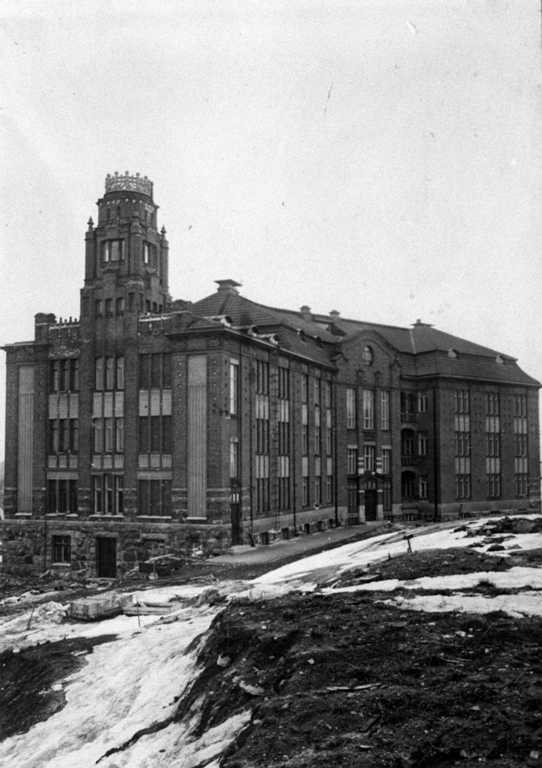
Здание и его башня в 1909 году

## Архитектура
Здание стилистически выполнено в основном в стиле неоклассицизма, точнее, классицизма конструктивизма. Первоначально в здании была башня, построенная в готическом стиле. Башня была снесена в 1930-х годах, когда здание было поднято на этаж по плану Гуннара Стениуса . Башня, в частности, использовалась для метеорологических измерений.
Здание было перестроено в 1960-х годах по плану Улофа Ханссона . Департамент физики переехал из здания в 2001 году, когда он переехал в кампус Кумпула в собственное здание Physicum .